# Downswood
Downswood est une paroisse civile du Kent, en Angleterre.